# 元隆孙旧宅
元隆孙旧宅是元隆绸布店经理孙仲凯及其家族在天津的故居。建于1933年，位于当时的天津法租界的樊主教路（今和平区新华路和承德道交口的新华路120号），作为天津租界时代留存下来的重要建筑之一，该建筑也是天津市文物保护单位和特殊保护等级历史风貌建筑。

## 历史
“元隆孙”因元隆绸布店的创始者与经营者孙烺轩与孙仲凯父子得名。1933年1月，孙仲凯购得原法租界樊主教路（今新华路）土地修建此建筑。元隆孙旧宅的产权原为孙仲凯、孙慎之、孙诚哉、孙敬之、孙季和、孙锡彬、孙乃格等7人所有。中华人民共和国成立后，该建筑曾为中国化工公司化工采购供应站。1956年8月，天津市第一批私房进行社会主义改造，孙敬之将该楼捐献给天津市人民政府，后改为中国共产党和平区委员会驻地。

## 建筑
元隆孙旧宅为中国工程司阎子亨设计，建筑面积2964平方米，建有北楼、中楼和南楼三幢相连楼房。其中，北楼为二层砖混结构楼房，外立面设有贴墙四根方柱和四根古典式圆柱，二楼将平顶设成平台。中楼为带半地下室三层楼房，底层中间部突出，屋顶多坡并做红瓷砖面层，建筑外立面为清水红砖墙面，局部混水墙。中楼正面为玻璃钢窗、混凝土楼梯。中楼一层为大客厅和书房。南楼局部为四层。院门为屋宇式门楼。院内有车库、厨房、储藏室和小花园，小花园中还保存着四个雕有花饰的鱼缸。 该建筑是一座具有折中主义建筑特征的私人住宅。

## 内部链接
- 孙烺轩
- 孙仲凯